# Minetto (Nueva York)
Minetto es un pueblo ubicado en el condado de Oswego en el estado estadounidense de Nueva York. En el año 2000 tenía una población de 1,663 habitantes y una densidad poblacional de 111 personas por km².

## Geografía
Minetto se encuentra ubicado en las coordenadas 43°23′47″N 76°28′28″O / 43.39639, -76.47444.

## Demografía
Según la Oficina del Censo en 2000 los ingresos medios por hogar en la localidad eran de $51,667 y los ingresos medios por familia eran $61,094. Los hombres tenían unos ingresos medios de $54,375 frente a los $30,227 para las mujeres. La renta per cápita para la localidad era de $23,404. Alrededor del 5.7% de la población estaban por debajo del umbral de pobreza.